# Истанбул
Цариград пренасочва насам.  За други значения вижте Цариград (пояснение).
 Тази статия е за града в Турция.  За вилаета вижте Истанбул (вилает).  
Истанбу̀л (на турски: İstanbul, /isˈtanbuɫ/), известен в миналото още като Цариград, Константинопол и Византион, е най-големият град в Турция, който служи като икономически, културен и исторически център на страната. Градът е разположен на двата бряга на протока Босфор, разделящ Европа и Азия. Градът е с население от над 15 милиона жители, което представлява 19 % от населението на Турция. Истанбул е най-населеният европейски град и 16-ият по големина град в света. 
Градът е основан под името Византион през VII век пр.н.е. от гръцки заселници от Мегара. През 330 година римският император Константин Велики го прави своя имперска столица, преименувайки го първо на Нов Рим и след това на Константинопол (Константинополис) на себе си. Поради стратегическото си местоположение градът нараства по размер и влияние и се превръща в ключова спирка по пътя на коприната и в един от най-важните градове в историята.
Градът е имперска столица в продължение на почти 1600 години: по време на Римската (330 – 1204), Латинската (1204 – 1261), възстановената Византийска (1261 – 1453) и Османската (1453 – 1922) империя. Градът играе ключова роля в развитието на християнството през римско и византийско време, като е домакин на четири от първите седем вселенски събора (включително Четвъртия вселенски събор, проведен в Халкедон — днешния квартал Кадъкьой в азиатската част на града), всички от които са били проведени на територията на днешна Турция, преди превръщането си в ислямска крепост след падането на Константинопол през 1453 г. През 1517 г. градът става седалище на Османския халифат и се превръща в духовен център на исляма.
През 1923 г., след Турската война за независимост, Анкара заменя града като столица на новообразуваната Република Турция. През 1930 г. името на града е официално променено на Истанбул — турското наименование, използвано за разговорно обозначаване на града на гръцки език още от XI век.
Градът е посетен от над 13,4 милиона чуждестранни туристи през 2018 г., осем години след като той е обявен за европейска столица на културата, което го прави осмият най-посещаван град в света. Историческият център на Истанбул е обект на световното наследство на ЮНЕСКО и е домакин на централите на много турски компании, които представляват повече от 30 % от икономиката на страната. Истанбул е Европейска столица на културата за 2010 г. Градът надминава Лондон и Дубай, за да се превърне в най-посещаваният град в света с повече от 20 милиона чуждестранни посетители през 2023 г.
С населението си от над 15 милиона души (към 31 декември 2023 г.) градът е център на една от най-големите агломерации в Европа и света. Площта на Истанбулската провинция е 5343 km². Истанбул е преходноконтинентален град, разположен около Босфора, през него минават едни от най-натоварените пътища в света. Неговият търговски и исторически център се намира в Европа, а една трета от населението му живее в Азия.

## География

### Местоположение
Истанбул се намира на 41° с.ш. и 29° и.д. Състои се от полуостров Чаталджа на запад и полуостров Коджаели на изток. Градът граничи с Черно море на север и Мраморно море на юг, като се разполовява от Босфора. Състои се от кварталите Сарай, Teкирдаг, Черкезкьой, Чорлу, Maрмараереглиси, Kaндъра, Koджаели. От полуостровите, които съставляват Истанбул, Чаталджа е на европейския континент, а Коджаели е на азиатския континент. Босфорът в средата на града разделя двата континента. Двете части на града се свързват с мостове над Босфора: Фатих Султан Мехмет, Явуз Султан Селим и Мост на мъчениците от 15 юли. Градът се намира в северозападната част на Турция, върху пролива Босфор и залива Златния рог. Площта на Истанбул е 5461 km².
Географското положение на Истанбул е основната причина за разрастването на града. Разделя се на три основни части: 1) Историческият полуостров, разположен на юг от залива Златния рог; 2) Галата – на север от Златния рог и 3) Новият град. Първите две части се намират в европейската половина, а третата – в азиатската. В европейската част преобладават предимно търговски и промишлени предприятия, а в азиатската – жилищни комплекси.
Истанбул разделя Европа и Азия, свързва Черно и Мраморно море и се разполага на двата бряга на пролива Босфор. Заливът Златния рог (с дължина 7 km) разделя европейската страна на две части. Местоположението на града му придава важно геополитическо значение. Завземането на Истанбул е било стратегически етап от всички опити за завладяването на двата континента в миналото. Мегаполисът се намира на 770 km от Кайсери, на 939 km от Адана, на 1171 km от Хатай, на 454 km от столицата Анкара, на 724 km от курорта Aнталия, на 243 km от Бурса, на 227 km от Одрин, на 103 km от Коджаели, на 1372 km от Диарбекир, на 1136 km от Газиантеп, на 565 km от Измир, на 663 km от Коня, на 733 km от Самсун и на 1067 km от Tрабзон.
Понастоящем градът е важен политически и търговски център за страните от Балканския полуостров, Средния изток и турскоезичните републики.
Заради доброто си географско положение градът (с тогавашното име Византион) е избран през 324 г. от Константин Велики за столица на Римската империя. През 330 г. градът официално е осветен за столица с името Константинопол. След 1453 г. под името Константиние е столица и на Османската империя. Разположен на седем хълма, заобиколен от три страни с вода, Истанбул е бил непревземаем, а заливът Халич (Златният рог) е бил идеално убежище за военната флота.

### Релефни форми
Полуостровите Чаталджа и Коджаели, където се намира Истанбул, са ерозирани плата. Босфорът преминава през средата на тези плата в посока североизток-югозапад. Въпреки че няма всеобщо прието научно обяснение за образуването на Босфора, най-често поддържаната гледна точка е, че Босфорът е разломна падина, запълнена с морски води. Около 18 – 20 хиляди години пр.н.е. ледниковата епоха приключила и ледените маси, които покривали по-голямата част от света, започнали да се топят. В резултат на процеса на топене, продължил хилядолетия, през осмото – седмото хилядолетие пр.н.е. водите на Средиземно море се издигнали приблизително на 150 метра над първоначалното си равнище, при което наводнили Мраморно море, прелели в Босфора и се съединили с Черно море. Намаляването на дълбочината на Босфора от север на юг подкрепя тезата, че северните възвишения са служили като преграда срещу водите на Мраморно море в миналото, но са били преодолени от водите вследствие на покачването на морското равнище.
В Истанбул няма значителни възвишения. Трите най-високи точки в града са хълмът Айдос (537 метра), планината Кайъш (438 метра) и Алемдаг (442 метра). 74 % от територията на града е покрита от плата, 9,5 % от равнини и 16,1 % от ниски планини и хълмове. Езерата Бююкчекмедже, Kючукчекмедже и Дурусу, които са най-важните езера на града, са лагуни. Крайбрежието на Босфора образува три залива: Златния рог, Тарабия и Истиние. Бреговете на Истанбул придобиват окончателната си форма с покачването на водата, станало преди десет хиляди години. В града има единайсет острова с различни размери в Мраморно море и Босфора, малки скали в Черно море и островите Бахарие в Златния рог.

### Флора
Географските особености на Истанбул и почвените условия благоприятстват образуването на гори. Разпределението на горите и дървесните видове в града обаче е неравномерно. Поради наличието на хумусни почви в северните части близо до Черно море и по северните склонове на хълмовете, там са се развили влажни гори. В южните райони и южните склонове се срещат устойчиви на суша гори. Най-важните гори в Истанбул са Белградската гора, гората Айдос и гората Кайъшдаги. Площта на горските земи в Истанбул е 240 960 хектара дървета; Той е общо 535 259 хектара, от които 294 299 хектара са открити. Дървесните и храстови видове, които обикновено се срещат от двете страни на Истанбул, включват обикновен габър, обикновена елша, обикновен лешник, източен бук, лилав рододендрон, клен, мушмула и дъб Истранка.
Отношението на горските площи към общата площ на Истанбул като цяло е намаляло, особено от 80-те години на XX век. Според изследването през 1971 г. площта на държавните гори е 264 702 хектара, докато при изследването през 2003 г. площта на държавните гори е намаляла до 236 266 хектара.
Псевдомахични образувания се наблюдават в райони, където естествените гори са деградирали или унищожени. Псевдомахията, наблюдавана на север, близо до Черно море, е много по-висока и по-храстовидна обикновено поради структурата на почвата и климатичните характеристики на региона. През последния половин век наличието на гори в града е намаляло успоредно с нарастването на населението. Благодарение на мостовете, построени през Босфора, предвиденото разширение на града в посока изток-запад се измества на север; Поради тази причина горските земи са унищожени, за да се създадат нови населени места. Третият мост на Босфора, чийто строеж приключва през август 2016 г., е критикуван от екологични групи с мотива, че ще навреди на горите в града.
Днес всичко, което остава от горите, които се отдалечават от центъра с разрастването на града, са градските горички. Много от тези зелени площи, които са защитени чрез ограждане, сега са обществени и служат като зони за обществен отдих. Градските горички, особено концентрирани по хребетите на Босфора, са сред най-посещаваните места от истанбулчани. Горичките Йълдъз, Наиле Султан, Наджийе Султан, Принц Сабахаттин, Eмирган и Aязага се намират в европейската част на града; а Бейкоз, Mихрабад, Kючюкчамлъджа и Валидебаг са разположени в азиатската част на Истанбул.

### Сеизмология
Северноанадолската разломна линия, разположена на около 20 km южно от Истанбул, се простира от Северен Анадол до Егейско море. Две тектонични плочи, Евразия и Африка, се притискат една към друга, което води до преместване на разлома. Поради тази линия на разлома, много силни земетресения се случват в региона през цялата история. Голямото земетресение в Истанбул през 1509 г. е най-големият пример за това. Това земетресение причинява срутването на 100 джамии и смъртта на 10 хиляди души в Истанбул. При земетресението от 1766 г. сгради като двореца Топкапъ, Света София, джамията Еюп Султан и Капалъ чарши са сериозно повредени. При земетресението в Гьолчук през 1999 г. загиват 18 хиляди души и много хора остават без дом.

### Климат
Климатът на Истанбул е преходен между черноморския климат и средиземноморския климат в Турция, така че климатът на Истанбул е умерен. Според климатичната класификация на Кьопен Истанбул има преходен климат, показващ умерен субтропичен климат (Cfa), средиземноморски климат (Csa) и океански климат (Cfb). Поради големината на града, неговата топографска структура и бреговата линия до две различни морета в северна и южна посока, в града се наблюдават различни микроклимати. Районите, които обхващат северната част на града, близо до Черно море и бреговете на Босфора, са под влиянието на умерен субтропичен и океански климат и имат относително висока влажност и гъста растителност.
Летата в Истанбул са горещи и влажни; зимите са студени, дъждовни и понякога снежни. Поради влажността въздухът е по-горещ, отколкото всъщност е горещ; може да се чувства по-студено, отколкото реално е студено. Средната температура през зимата е около 2 °C до 9 °C и обикновено се наблюдават дъжд и суграшица. Средната температура през лятото е между 18 °C и 28 °C, а дъждовете и наводненията са често срещани. Най-горещите месеци са юли и август със средна температура 23 °C, най-студените месеци са януари и февруари със средна температура 5 °C. Средната годишна температура в Истанбул е 13,7 °C. Най-високата температура на въздуха измерена досега е 40,5 °C на 12 юли 2000 г. Най-ниската измерена досега температура на въздуха е −16,1 °C, регистрирана на 9 февруари 1929 г.
Общите годишни валежи са 843,9 mm и се случват през цялата година. 38 % от валежите са през зимата, 18 % – през пролетта, 13 % – през лятото и 31 % – през есента. Лятото е най-сухият сезон, но за разлика от средиземноморския климат тук няма сух сезон. Истанбул страда от недостиг на вода до 1994 г., но с взетите мерки проблемът е решен. Един от тях е проектът „Мелен“, с който за водоснабдяване на града се използват водите на река Мелен. Южните части на града, обърнати към Мраморно море, имат по-сух и горещ климат и получават по-малко валежи. Това води до приблизително два пъти повече валежи в части от града, например Бахчекьой (1166,6 mm), в сравнение с Флоря (635,0 mm), който гледа към Мраморно море. Фактът, че регионът на Южното Черноморие е сравнително топъл през зимата, кара студените и сухи въздушни парцели в околността да се влагат, когато преминават над тази област, и това създава обилни снеговалежи. Тази ситуация, която се нарича снеговалеж, предизвикан от езерото, се случва почти всяка зима в Истанбул. Истанбул е най-печелившият голям град в Средиземноморския басейн. Най-голямата снежна покривка в града е регистрирана през януари 1942 г. – 75 cm. Рекордната дебелина на снега в цялата провинция е 104 cm през януари 2017 г. в северните райони.
Градът е доста ветровит; средната скорост на вятъра е 17 km/h.
| Климатични данни за Истанбул (1970 – 2009 г.), Турция        | Климатични данни за Истанбул (1970 – 2009 г.), Турция | Климатични данни за Истанбул (1970 – 2009 г.), Турция | Климатични данни за Истанбул (1970 – 2009 г.), Турция | Климатични данни за Истанбул (1970 – 2009 г.), Турция | Климатични данни за Истанбул (1970 – 2009 г.), Турция | Климатични данни за Истанбул (1970 – 2009 г.), Турция | Климатични данни за Истанбул (1970 – 2009 г.), Турция | Климатични данни за Истанбул (1970 – 2009 г.), Турция | Климатични данни за Истанбул (1970 – 2009 г.), Турция | Климатични данни за Истанбул (1970 – 2009 г.), Турция | Климатични данни за Истанбул (1970 – 2009 г.), Турция | Климатични данни за Истанбул (1970 – 2009 г.), Турция | Климатични данни за Истанбул (1970 – 2009 г.), Турция |
| Месеци                                                       | яну.                                                  | фев.                                                  | март                                                  | апр.                                                  | май                                                   | юни                                                   | юли                                                   | авг.                                                  | сеп.                                                  | окт.                                                  | ное.                                                  | дек.                                                  | Годишно                                               |
| Абсолютни максимални температури (°C)                        | 18,3                                                  | 24,0                                                  | 26,2                                                  | 32,9                                                  | 33,0                                                  | 40,2                                                  | 41,5                                                  | 38,8                                                  | 33,6                                                  | 34,2                                                  | 27,2                                                  | 21,2                                                  | 41,5                                                  |
| Средни максимални температури (°C)                           | 8,7                                                   | 9,1                                                   | 11,2                                                  | 16,5                                                  | 21,4                                                  | 26,0                                                  | 28,4                                                  | 28,5                                                  | 25,0                                                  | 20,1                                                  | 15,3                                                  | 11,1                                                  | 18,4                                                  |
| Средни температури (°C)                                      | 5,8                                                   | 5,9                                                   | 7,6                                                   | 12,1                                                  | 16,7                                                  | 21,0                                                  | 23,4                                                  | 23,6                                                  | 20,2                                                  | 16,0                                                  | 11,9                                                  | 8,2                                                   | 14,3                                                  |
| Средни минимални температури (°C)                            | 2,9                                                   | 2,8                                                   | 3,9                                                   | 7,7                                                   | 12,0                                                  | 16,0                                                  | 18,5                                                  | 18,7                                                  | 15,5                                                  | 12,0                                                  | 8,5                                                   | 5,3                                                   | 10,3                                                  |
| Абсолютни минимални температури (°C)                         | −10,4                                                 | −16,1                                                 | −7                                                    | −0,6                                                  | 3,6                                                   | 8,0                                                   | 10,5                                                  | 8,2                                                   | 5,2                                                   | 1,0                                                   | −4                                                    | −9,4                                                  | −16,1                                                 |
| Средни месечни валежи (mm)                                   | 98,4                                                  | 80,2                                                  | 69,9                                                  | 45,8                                                  | 36,1                                                  | 34,0                                                  | 38,8                                                  | 47,8                                                  | 61,4                                                  | 96,9                                                  | 110,7                                                 | 123,9                                                 | 843,9                                                 |
| Брой на дните с валежи                                       | 20                                                    | 17                                                    | 16                                                    | 14                                                    | 12                                                    | 8                                                     | 5                                                     | 6                                                     | 7                                                     | 12                                                    | 16                                                    | 19                                                    | 152                                                   |
| ------------------------------------------------------------ | ----------------------------------------------------- | ----------------------------------------------------- | ----------------------------------------------------- | ----------------------------------------------------- | ----------------------------------------------------- | ----------------------------------------------------- | ----------------------------------------------------- | ----------------------------------------------------- | ----------------------------------------------------- | ----------------------------------------------------- | ----------------------------------------------------- | ----------------------------------------------------- | ----------------------------------------------------- |
| Източник: worldweather.org meteor.gov.tr и bbc.co.uk/weather |                                                       |                                                       |                                                       |                                                       |                                                       |                                                       |                                                       |                                                       |                                                       |                                                       |                                                       |                                                       |                                                       |

Времето в Истанбул е силно повлияно от Мраморно и Черно море. Това смекчава температурните колебания и създава мек умерен климат с ниски дневни температурни колебания. Температурите в града почти винаги варират между −5 °C и 32 °C, и в по-голямата част от града не се наблюдават температури над 30 °C за повече от 14 дни в годината. Морското разположение на града е причина и за сутрешна влажност и честа мъгла, което също ограничава слънчевите часове в Истанбул до нива, по-близки до Западна Европа.
Тъй като Истанбул е само леко засенчен от дъжд от средиземноморските бури и иначе е заобиколен от вода, той обикновено получава известно количество валежи както от западноевропейските, така и от средиземноморските системи. Това води до чести валежи през зимните месеци; през януари има средно 20 дни валежи при отчитане на следи от натрупвания, 17 при използване на праг от 0,1 mm и 12 при използване на праг от 1,0 mm. Валежите се наблюдават през цялата година, като 38 % от валежите падат през зимата, 18 % през пролетта, 13 % през лятото, 31 % през есента. Лятото е най-сухият сезон; въпреки това, за разлика от истинския средиземноморски климат, тук няма сух сезон. Броят на дъждовните дни в града е приблизително 131 дни, като в някои части може да достигне до 152 дни.
Според проучване средно повече от 60 сантиметра сняг пада всяка година в района на летището, което прави Истанбул най-снежният голям град в средиземноморския басейн, въпреки че няма студените зими, типични за заснежените градове. Снеговалежите варират значително между годините и различните райони на града, като районите, обърнати на север, са по-податливи на сняг, отколкото южните. Това до голяма степен се причинява от сняг с ефект на езеро, който се образува, когато студен арктически морски или полярен континентален въздух, произхождащ съответно от Северния полюс или Сибир, се превърне във влажен и нестабилен въздух, който се издига, за да образува снежни шквалове по подветрените брегове на Черно море, при контакт с относително топла вода. Тези снежни бури са силни снежни ивици и понякога гръмотевични снегове, като скоростта на натрупване се доближава до 5 – 8 сантиметра на час.

### Околна среда
Голямото население на Истанбул и напредналият индустриален сектор носят много екологични проблеми. В допълнение към основните проблеми като замърсяването на въздуха, водата и почвата, поразителни са второстепенни проблеми като непланирана урбанизация и визуално и шумово замърсяване поради липса на контрол. Наред с тези проблеми в цялата провинция, инспекциите за изкопни работи, отработено масло, въглища, химически и медицински отпадъци също се извършват от Дирекцията за опазване на околната среда на Голяма община Истанбул.
Досега в Истанбул са се случвали няколко екологични катастрофи. Десетки хиляди тонове мазут навлизат във водите на Босфора при инциденти с танкери в Босфора през 1966, 1979, 1982, 1994, 1999 и 2004 г. 11 от 28-те кораба, които са били потопени в Босфора в резултат на авария или повреда от 1979 г. насам, са танкери, превозващи мазут. Смята се, че някои от тези корабокрушения на морското дъно все още изпускат мазут и се смесват с водата на Босфора. Според изследването, проведено от отдела по екологично инженерство на Техническия университет в Истанбул, докато в Босфора няма подходящи места за плуване за човешкото здраве, има обществени плажове по бреговете на Мраморно и Черно море.
Бреговете на Златния рог, които бързо са запълнени с фабрики през първите петдесет години от републиканския период, наскоро са почистени с големи усилия и спасени от лошата миризма, която се разпространява из целия град. Въпреки че замърсяването на въздуха в Истанбул е намаляло значително с широкото използване на природен газ в цялата провинция, то все още е основен проблем. Докато броят на абонатите на природен газ в Истанбул достига 3,5 милиона през 2008 г.; В резултат на това количеството на серен диоксид, което през 1997 г. е 88 μg/m³, през 2007-2008 г. намалява до 13 – 14 μg/m³. По данни от 2004 г. Истанбул е градът, който най-много замърсява околната среда в Турция в категориите море, шум и въздух.
На брега на Мраморно море в Истанбул има значителен брой структури, които нарушават закона за крайбрежната линия. Проекти, които нарушават силуета на града и прекъсват връзката на хората с морето, се изпълняват въпреки съдебните решения, особено в Атакьой и Зейтинбурну.

### Растителен свят
Истанбул има богат природен живот благодарение на специалното си климатично и географско местоположение. Установено е, че в Истанбул живеят 2500 вида растения. Този брой съответства на 1/4 от видовете, срещащи се в цяла Турция. Около 200 от растителните видове в Истанбул са включени в класа цъфтящи растения, като приблизително 40 от тях са ендемични видове. Ендемичните растителни видове в Истанбул са в голяма опасност поради причини като урбанизация на природни зони, обезлесяване, неправилно залесяване, замърсяване на въздуха, водата и почвата, липса на осведоменост и незаконни покупки и продажби. 270 вида растения, растящи в Истанбул, са защитени в Списъка на застрашените редки и ендемични растения на Турция. Сред застрашените редки ендемични растения в Истанбул са истанбулски минзухар, (Crocus olivieri), истанбулско кокиче, (Galanthus plicatus), метличина Çatalca, (Centaurea hermannii) метличина Kilyos, (Centaurea kilaea), жълтоцвет на Пендик (Buplerum pendikum) и лен Boğaziçi (Linum tauricum). Най-често срещаните дървесни и храстови видове в Истанбул са обикновен габър, обикновена елша, обикновен лешник, източен бук, лилавоцветен рододендрон, клен, мушмула и дъб Истранка.
Около 2500 растителни вида като чемшир, дъб, чинар, бук, габър, клен, кестен, бор, смърч и кипарис растат в района на Истанбул, който има много богата растителна общност. Някои от тези растения са ендемични за този регион. Дърветата, които обикновено образуват горите, са бук, кестен и дъб, които се срещат в североизточната част на Истанбул, на север от Aлемдаг и около Полонезкьой. В допълнение към влиянието на климата върху растителността, почвата също оказва влияние. Докато несъдържащите варовик кафяви горски почви покриват районите, където се намира съобществото на бука, тези почви са без варовик в съобществото на дъба и кестена. Истанбул, който има приблизително 2500 естествени растителни вида, може да изпревари европейски страни като Англия с тази характеристика. Това също означава, че приблизително 1/4 от повече от десет хиляди растения, които растат естествено в Турция, се намират в Истанбул; и някои от тези растения са ендемични, т.е. живеят само в Истанбул в целия свят. Истанбулският минзухар (Crocus olivieri subsp. istanbulensis) е пример за тези ендемични растения.
Горите и естественият живот в северната част на Истанбул са сериозно увредени от мегапроекти. Дърветата са изсечени в много райони по протежение на моста Явуз Султан Селим и маршрута на проекта за магистрала Северна Мармара и това е отразено в сателитни изображения. Канал Истанбул е един от проектите, които ще се отразят негативно на околната среда в Истанбул. Експерти твърдят, че Канал Истанбул застрашава подземните и повърхностните водни ресурси, ще унищожи останалите земеделски земи и ще създаде рискове в района с висока сеизмичност.

### Животински свят
Истанбул е дом на значителна популация от диви животни поради своите зелени площи и водни басейни. Босфорът, който свързва две богати екосистеми като Черно море и Егейско море, е един от най-важните пътища за мигриращите пелагични риби. Докато повече от 76 вида риби са били открити в моретата около Истанбул до 70-те години, днес този брой е намалял до 20. Разглеждайки последните записи, може да се види, че тюлените често се срещат по бреговете на Босфора, островите и анадолската част на Истанбул. Днес обаче тези същества са напълно изчезнали от Истанбул. Делфините са единствените морски бозайници, откривани край бреговете на Истанбул и понякога в Босфора.
В Истанбул, който също е разположен на важен миграционен път за птиците, езерата Бююкчекмедже и Kючюкчекмедже все още са важни спирки за птиците, въпреки че околностите им са до голяма степен урбанизирани. Сред прелетните птици, които спират в Истанбул, са щъркелът, кафявата чапла, белият пеликан, ибисът, сивата гъска, ястребът, соколът и египетският лешояд. Най-разпространените местни птици в Истанбул са гълъбите, чайките, гарваните, врабчетата и канарчетата.
Освен това много видове бозайници живеят особено в гористите части на Истанбул. Сред тях се срещат и хищници. Основните хищници са месоядни като чакали, лисици, куници и невестулки. Други видове диви животни включват язовци, куници, скунксове, обикновени брадавичести свине, таралежи, червени катерици и зайци. Особено заекът е едно от дивите животни, уникални за Истанбул. В центровете в Белградска гора и Чаталджа са създадени защитени територии за елени и сърни. Освен това в града често могат да се срещнат бездомни котки и кучета.
В Истанбул се срещат бозайници като благороден елен, сърна, елен лопатар, дива свиня, дива котка, чакал и лисица. Освен това всяка пролет и есен в Истанбул, който се намира на важен път за миграция на птици, могат да се наблюдават различни видове птици като щъркели, орли, ястреби. Най-често срещаните птици в Истанбул са врабчето, гълъбът, канарчето, враната и чайката, превърнала се в символ на града.

### Водни ресурси
Разстоянието на водните ресурси на Истанбул от крайбрежните зони, където са разположени градовете, е било проблем за администрациите през цялата история. Във Византия, първият град, основан в Истанбул, особено от европейската страна, разстоянието на водните ресурси до града е голям проблем. Поради тази причина са използвани различни методи за осигуряване на питейна вода за града. По време на Османската империя водата в града е носена отвън, тъй като не е имало друг източник. Цистерните и акведуктите, които често се срещат в центъра на Истанбул и извън него, са най-важните показатели за водната култура на града през този период. Докато сладководните езера са били създадени с малки язовири, наречени язовири през османския период, днес, с помощта на развиващите се технологии, могат да бъдат създадени големи язовирни езера в цялата провинция. Днес в Истанбул има 9 язовира. Най-големите от тях са язовирите Йомерли, Teркос, Бююкчекмедже, Дарлък и Сазлъдере.
В Истанбул няма значим водоизточник по отношение на реките. Сред реките на Истанбул основните са потоците Рива, Кяътхане, Алибей, Гьоксу, Курбагалъ и Аямама. По-голямата част от истанбулските потоци изпускат водите си в Златния рог през езерата Кючюкчекмедже и Бююкчекмедже. Голяма част от потоците в Истанбул са рехабилитирани и потопени, а някои от тях се използват за пренос на отпадни води. Потоците Бешикташ, Oртакьой, Саръйер, Байрампаша и Meджидийекьой (Бююкдере) са сред потоците на Истанбул, които са били взети под земята. В допълнение към нередовното и нерегистрирано строителство, наводненията се случват често в Истанбул, което води до загуба на живот и имущество поради прекомерното намаляване и подобряване на коритата на потоците.

## История
Следи от първите заселения на града са открити в азиатската част и се отнасят към неолитната епоха. През Бронзовата епоха са извършени заселвания в околностите на двореца „Топкапъ“.
За първата известна дата в историята на града се счита 659 г. пр.н.е., когато на азиатската страна на Босфора се появяват първите гръцки заселници от Мегара, които основават колонията Халкедон, в настоящия квартал Кадъкьой.
През 660 г. пр.н.е. гръцки заселници от Мегара и пълководеца Бизас се заселват в европейския район на полуостров Сарайбурну и основават град Бизантион (на гръцки: Βυζάντιον). Географско положение на града улеснява морската търговия и той бързо се развива. През 513 г. пр.н.е. градът попада в ръцете на персите, през 407 г. пр.н.е. е под влиянието на Древна Атина, а през 405 г. пр.н.е. е управляван от спартанците. През 227 г. пр.н.е. идващите от Европа галати се установяват в азиатската част на града.
През 191 г. пр.н.е. се сключва съюз с Древен Рим, което подпомага военната отбрана на Византион, който отначало е свободен град, но през 100 г. пр.н.е. е включен в рамките на Римската република. През 194 г. градът взема страната на претендента Песцений Нигер в борбата му срещу император Септимий Север, който разрушава града и събаря крепостните стени след тригодишна обсада. Градът се възстановява бързо и достига предишната си слава и просперитет.
През 330 г. Византион е избран от император Константин I Велики за нова столица на Римската империя. От Византион произлиза и името на Византийската империя, което никога не се е употребявало в самата империя и е използвано за пръв път през 1557 г. от германския историк Йеронимус Волф. Градът е столица и на съществувалата за кратко през XIII век Латинска империя. През късноримската епоха той остава известен с името Константинопол, а по-късно с турското име Истанбул. В българската история влиза и с името Цариград. Името Константинопол и до днес се използва в Европа (особено в Западна Европа), Северна Америка и Австралия. Името Истанбул идва от гръцкия израз „към града“ (на гръцки: ις τιν πολιν), подобно на възклицанията на оттеглящите се към вътрешността на обсадения от турците град гърци. Съществува и предание, че когато завоевателят на града Мехмед II го превзема след дълга обсада, той заявява на гръцки на събралото се множество, че от днес нататък тронът му ще бъде „в града“.
След превземането на Константинопол от Османската империя тук продължава да действа патриаршия на арменската църква. Седалището на гръцката патриаршия също се намира в града през цялото време на съществуването на империята. През XVI век чужденец може да се разхожда по улиците на града, само ако е придружен от еничар, предоставен му от консула.
Османската династия претендира за статут на халифат през 1517 г., като градът остава столица в продължение на четири века. Управлението на Сюлейман Великолепни от 1520 до 1566 г. е период на художествени и архитектурни постижения. Главният архитект Мимар Синан проектира няколко емблематични сгради в града. Керамиката, витражите, калиграфията и миниатюрата се развиват. Населението на Константинопол е 570 000 души в края на XVIII век.
Периодът на бунтове в началото на XIX век довежда до възхода на прогресивния султан Махмуд II и в крайна сметка до периода на Танзимат, който довежда до политически реформи и позволява въвеждането на нови технологии в града. През този период са построени мостове през Златния рог. Константинопол се свързва с европейската железопътна мрежа през 1880 г. Модерни съоръжения, като водоснабдителна мрежа, електричество, телефони и трамваи, постепенно са въведени в Константинопол през следващите десетилетия, макар и по-късно от други европейски градове. Усилията за модернизация не са достатъчни, за да предотвратят упадъка на Османската империя.
През 1877 г. е построена железопътна линия между Цариград и Пловдив, достигаща Белово, която по-късно става част от линията на Ориент Експрес.
Султан Абдул Хамид II е свален с Младотурската революция през 1908 г. и османският парламент, затворен от 14 февруари 1878 г., е отворен отново 30 години по-късно на 23 юли 1908 г., което бележи началото на Втората конституционна ера. Поредицата от войни в началото на XX век, като Итало-турската война (1911 – 1912) и Балканските войни (1912 – 1913), засягат столицата на империята и довеждат до османския държавен преврат от 1913 г., който води до режимът на Тримата паши.
Османската империя се присъединява към Първата Световна Война (1914 – 1918) на страната на Централните сили и в крайна сметка е победена. Депортирането на арменски интелектуалци на 24 април 1915 г. е сред основните събития, които отбелязват началото на арменския геноцид по време на Първата световна война. Поради османската и турската политика на турцизиране и етническо прочистване, християнското население на града намалява от 450 000 на 240 000 между 1914 и 1927 г. Мудроското примирие е подписано на 30 октомври 1918 г. и съюзниците окупират Константинопол на 13 ноември 1918 г. Османският парламент е разпуснат от съюзниците на 11 април 1920 г. и османската делегация, водена от Дамат Ферид паша, е принудена да подпише Севърския договор на 10 август 1920 г.
След войната за независимост на Турция (1919 – 1922 г.) Великото национално събрание на Турция в Анкара премахва султаната на 1 ноември 1922 г. и последният османски султан Мехмед VI е обявен за персона нон грата. Напускайки борда на британския военен кораб HMS Malaya на 17 ноември 1922 г., той отива в изгнание и умира в Санремо, Италия, на 16 май 1926 г. Лозанския договор е подписан на 24 юли 1923 г. и окупацията на Константинопол завършва с напускането на последните сили на съюзниците от града на 4 октомври 1923 г. Турските сили на правителството в Анкара, командвани от Шюкрю Наили Гьокберк (3-ти корпус), влизат в града с церемония на 6 октомври 1923 г., която е отбелязана като Ден на освобождението на Истанбул (на турски: İstanbul'un Kurtuluşu) и се чества всяка година. На 29 октомври 1923 г. Великото национално събрание на Турция обявява създаването на Турската република със столица Анкара. Мустафа Кемал Ататюрк става първият президент на републиката.
Данъкът върху богатството от 1942 г., наложен главно на немюсюлманите, довежда до прехвърляне или ликвидация на много предприятия, собственост на религиозни малцинства. Санкционираният от държавата погром от 1955 г. в Истанбул, при който стотици гръцки мъже, жени и деца са нападнати и изнасилени и десетки убити, довежда до емиграцията на повечето от останалите гърци в Истанбул. Правителственото преследване на гърци и религиозни малцинства, особено християни, се засилва през 60-те години като част от процеса на турцизация. По-нататъшни масови изселвания на гърци се провеждат през 1964 – 1965 г. В резултат на тези политики гръцкото население на Истанбул намалява от 110 000 през 1919 г. до 2500 днес.
От края на 1940-те и началото на 1950-те Истанбул претърпява голяма структурна промяна, тъй като в целия град са построени нови обществени площади, булеварди и авенюта, понякога за сметка на исторически сгради. Общото население на Истанбул започва бързо да нараства през 70-те години на миналия век, тъй като хора от Анадола мигрират в града, за да намерят работа в многото нови фабрики, които са построени в покрайнините на разтегнатия метрополис. Това внезапно, рязко покачване на населението на града предизвиква голямо търсене на жилища и много отдалечени преди това села и гори са погълнати от метрополния район на Истанбул в резултат на разрастването на града.

## Население
Според резултатите от Системата за регистриране на населението, базирана на адреси (ADNKS) за 2022 г., изготвена от Турския статистически институт (TUIK), общото население на Истанбул (населението в границите на Голяма община Истанбул и свързаните с нея общини) е 15 907 951 души.
Истанбул има общо 39 района, 14 от които са от анадолската страна и 25 от европейската. Когато 39-те района на Истанбул се изследват според данните от 2022 г. по отношение на населението, районът с най-голямо население е Есенюрт (983 571 души), а районът с най-малко население е Адалар/Принцови острови (16 690 души).
Според данни от 2019 г. 65,06 % (10 097 862) от хората, живеещи в Истанбул, са от европейската страна; 34,94 % (5 421 405) от тях живеят от анадолската страна. Истанбул е 22-рият по население град в света в списъка на най-населените градове по население.
Само 15,38 процента от населението, живеещо в Истанбул, е регистрирано в Истанбул. В класацията, направена според провинциите, в които са регистрирани жителите, Сивас – 736 542 (5,20 %), Кастамону – 548 546 (3,87 %), Орду – 499 782 (3,52 %), Гиресун – 487 115 (3,43 %), Токат – 455 817 (3,21 %), Самсун – 417 120 (2,94 %), Трабзон – 395 474 (2,79 %), Малатия – 392 435 (2,77 %), Ерзурум – 382 519 (2,70 %), Синоп – 366 681 (2,58 %) и Ерзинджан – 302 511 (2,13 %) е на върха като брой хора.
Градската структура и форма на Истанбул непрекъснато се променят. По време на гръцкия, римския и византийския период се извършва значително обновление и растеж в историческия полуостров Константинопол, Галата (Пера, по-късно известен като Бейоглу), Халцедон (Кадъкьой) и Хрисополис (Юскюдар). В древни времена всички райони на сегашния Истанбул са били независими градове. Днес Истанбул може да се счита за метрополитен вариант на древния Константинопол. Защото оттогава градът е разширен и обновен.
Много високите сгради, построени през последните години, са построени, като се вземе предвид бързото нарастване на населението. Поради бързото разрастване на града жилищата обикновено се преместват към покрайнините на града. Най-високите многоетажни офиси и резиденции, притежавани от града, са събрани в кварталите Левент, Меджидийекьой и Маслак от европейската страна. В Левент и Етилер са събрани множество търговски центрове. Значителна част от най-големите компании и банки на Турция са разположени в този регион.
От втората половина на XX век строителството на летни къщи и луксозни имения в близост до морето, особено от анадолската страна, се ускорява. Улица Багдат в Kaдъкьой е дом на много търговски центрове и ресторанти със своята ширина и дължина. Това допринася положително за развитието на региона. В Яка най-големият фактор за нарастване на населението през последните години е миграцията от Анадола. Днес 66 % от хората в Истанбул живеят от европейската страна.
През по-голямата част от своята история Истанбул е бил сред най-големите градове в света. От 500 г. сл. Хр. в някогашния Константинопол са живеели между 400 000 и 500 000 души. Дълго време Истанбул остава най-големият град в Европа, докато през XIX век е изпреварен от Лондон. Днес Истанбул е третият по големина град в света.
Турският статистически институт определя населението на Истанбул на 13 483 052 (31 декември 2011 г.) души, което го прави най-големият град в Турция с 18% от населението на страната. Най-гъсто населеният район е Юскюдар в азиатската част на града.
Истанбул е един космополитен град, в който съжителстват различни етноси и религии, от които, разбира се, най-многобройни са изповядващите исляма турци, но има още гърци, евреи, арменци, кюрди, араби, малък брой българи и още много други, изповядващи православно християнство. Истанбул е център на православието. Тук се намира седалището на Цариградската патриаршия и Вселенския патриарх. Мюсюлманите в Истанбул разполагат с около 2690 джамии, християните – с около 160 църкви, а евреите – с 26 синагоги. Арменците населяват района Кумкапъ, евреите – района Балат, а квартал Фенер традиционно си остава дом на цариградските гърци.
| Година | Население |
| ------ | --------- |
| 330    | 40 000    |
| 400    | 400 000   |
| 530    | 550 000   |
| 545    | 350 000   |
| 715    | 300 000   |
| 950    | 400 000   |
| 1200   | 150 000   |
| 1453   | 45 000    |

| Година | Население |
| ------ | --------- |
| 1477   | 70 000    |
| 1566   | 600 000   |
| 1817   | 500 000   |
| 1860   | 715 000   |
| 1885   | 873 570   |
| 1890   | 874 000   |
| 1897   | 1 059 000 |
| 1901   | 942 900   |

| Година | Население |
| ------ | --------- |
| 1914   | 909 978   |
| 1927   | 680 857   |
| 1935   | 741 148   |
| 1940   | 793 949   |
| 1945   | 860 558   |
| 1950   | 983 041   |
| 1955   | 1 268 771 |
| 1960   | 1 466 535 |

| Година | Население  |
| ------ | ---------- |
| 1965   | 1 742 978  |
| 1970   | 2 132 407  |
| 1975   | 2 547 364  |
| 1980   | 2 772 708  |
| 1985   | 5 475 982  |
| 1990   | 6 629 431  |
| 2000   | 8 831 800  |
| 2007   | 11 174 200 |

### Мюсюлмани
Мюсюлманите са най-голямата религиозна група в града. В допълнение към тях, сунитите са най-многобройната мюсюлманска група, следвана от алевити по население. Според преброяването през 2007 г. общият брой на джамиите в града е 2994. Истанбул става последният център на ислямския халифат. Халифатът, който започва с Явуз Султан Селим през 1517 г., завършва с Абдул Меджид II на 3 март 1924 г. На 2 септември 1925 г. ложите са затворени, а сектите забранени. Така в страната започва светската система и най-засегнатият от тази промяна град е Истанбул. Веднага след премахването на Халифата е създадено Президентството по религиозните въпроси (Диянет). Шейх юл ислямите, които имат най-високата религиозна власт по време на Османската империя, са заменени от президента по религиозните въпроси.

### Християни
Градът е седалище на гръцката православна патриаршия от IV век и продължава да служи като център за други православни църкви. В същото време градът е център на Турската православна патриаршия и Арменската патриаршия на Истанбул. Докато през последните години българското епископство е начело, то с течение на времето е изместено от православните църкви. Особено гърците и арменците, живеещи в Истанбул, имат конфликти с турците от време на време по време на разпадането на Османската империя, но редът е възстановен с установяването на Турция. Поради войните, християнското население в града преживява бърз спад между 1914 и 1927 г., спадайки от 450 000 на 240 000 души. Гръцката православна общност, живееща в Истанбул, е била освободена от обмяната на население между Турция и Гърция през 1923 г. Въпреки това по време на годините на световната война са въведени редица данъци за това малцинство. Инцидентите от 6 – 7 септември, които са актове на унищожение и грабеж срещу гръцките малцинства, които се случват през 1955 г., причиняват смъртта на 11 гърци и нараняването на 30 до 300 души. В резултат на този инцидент имиграцията от Истанбул към Гърция се увеличава бързо и 12 000 гърци са лишени от гражданство.
С превземането на Истанбул от османците много църкви са превърнати в джамии. Стари сгради като джамията Малка Света София, джамията Фенари Иса, джамията Aрап, джамията Koджамустафапаша Сюмбюл Ефенди са сред църквите, превърнати в джамии, след като Истанбул попада под османско владичество. Най-голямата и важна от тези джамии е Света София, разположена в квартал Еминьоню във Фатих. Света София е затворена за богослужения по искане на Ататюрк и е превърната в музей с одобрението на Министерския съвет с решение от 24 ноември 1934 г. и номер 7/1589. През 2020 г. това решение е отменено и Света София София отново е превърната в джамия.

### Евреи
Сефарадските евреи живеят в този град повече от 500 години. Сегашното население на евреите в Истанбул е около 22 000 души. Ашкеназките евреи са сравнително нова и много по-малка общност от сефарадските евреи. Еврейските места за поклонение са синагогите. Броят на действащите синагоги в града е 20. Най-голямата от тези синагоги е синагогата Неве Шалом в квартал Kaракьой, район Бейоглу. Синагогата, която е отворена за богослужение през 1951 г., също има най-голямата конгрегация. Ладино (юдео-испански), езикът на сефарадските евреи, се говори от хора на възраст над 65 години, въпреки че вече не може да се говори от евреи под 65 години. Ето защо ладино е в сериозна опасност от изчезване.

## Административно деление
Мегаполисът е разделен на 39 административни района (25 в Европа и 14 в Азия), които образуват населението на града и на едноименния вилает. По-долу са изброени всички райони на най-големия турски град.

### Райони
- Принцови острови (Адалар)
- Арнавуткьой
- Аташехир
- Авджълар
- Баъджълар
- Бахчелиевлер
- Бакъркьой
- Башакшехир
- Байрампаша
- Бешикташ
- Бейкоз
- Бейликдюзю
- Бейоулу
- Бююкчекмедже
- Чаталджа
- Чекмекьой
- Есенлер
- Есенюрт
- Ейюпсултан
- Фатих
- Газиосманпаша
- Гюнгьорен
- Кадъкьой
- Каътхане
- Картал
- Кючукчекмедже
- Малтепе
- Пендик
- Санджактепе
- Саръйер
- Силиври
- Султанбейли
- Султангази
- Шиле
- Шишли
- Тузла
- Юмрание
- Юскюдар
- Зейтинбурну

## Политика
Политически, Истанбул се разглежда като най-важният административен регион в Турция. В навечерието на местните избори през 2019 г. Ердоган заявява, че „ако загубим Истанбул, ще загубим Турция“. Изборната надпревара в Истанбул има дълбоко политическо, икономическо и символично значение за Ердоган, чийто избор за кмет на Истанбул през 1994 г. послужва като негова стартова площадка за издигането във властта. За Eкрем Имамоулу спечелването на кметството на Истанбул е огромна морална победа, но за Ердоган то има практически последици: Неговата партия, Партия на справедливостта и развитието загубва контрол върху общинския бюджет от 4,8 милиарда долара, който служи за поддържане на покровителство в момента на предоставяне на много обществени услуги в продължение на 25 години.
Съвсем отскоро Истанбул и много от метрополните градове на Турция следват тенденция на отдалечаване от правителството и неговата дясна идеология. През 2013 и 2014 г. в Истанбул започват мащабни протести срещу правителството на ПСР, които се разпространяват в цялата страна. Тази тенденция става очевидна за първи път на изборите за кмет през 2014 г., където лявоцентристкият опозиционен кандидат спечелва впечатляващите 40 % от гласовете, въпреки че не печели. Първото поражение на правителството в Истанбул се случва на конституционния референдум през 2017 г., където Истанбул гласува „не“ с 51,4 % срещу 48,6 %. Правителството на ПСР подкрепя вот „Да“ и спечелва вота на национално ниво поради високата подкрепа в селските части на страната. Най-голямото поражение за правителството идва на местните избори през 2019 г., където техният кандидат за кмет, бившият премиер Бинали Йълдъръм, е победен с много малка разлика от кандидата на опозицията Екрем Имамоулу. Имамоулу спечелва вота с 48,77 % от гласовете срещу 48,61% за Йълдъръм, но изборите са спорно анулирани от Висшия избирателен съвет поради твърдението на ПСР за изборни измами. При повторното гласуване Имамоглу събира 54,22 % от общия брой гласове и увеличава маржа на загубата.
Административно Истанбул е разделен на 39 района, повече от всяка друга провинция в Турция. Провинция Истанбул изпраща 98 депутати във Великото национално събрание на Турция, което има общо 600 места. За целите на парламентарните избори Истанбул е разделен на три избирателни района; два от европейската страна и един от азиатската, като избират съответно 28, 35 и 35 депутати.

## Икономика
Истанбул е център на икономическия живот на страната, защото е разположен на международен кръстопът между сухопътните и морски търговски пътища. През 2008 г. Истанбул е имал БВП от 174 милиарда щ.д.
През 2005 г. фирмите в Истанбул осъществяват износ на стойност 41 397 000 000 щ.д. и внос на стойност 69 883 000 000 щ.д., което съответства на 56,6% от износа и 60,2 % от вноса на Турция през тази година. През 2006 г. износът на Турция е нараснал с 16,1 %, докато вносът е нараснал със 17,6 % поради нарастващото търсене на енергийни ресурси и суровини от индустрията в страната. Според списание „Форбс“, в Истанбул живеят през март 2008 г. 34 милиардери (от 25 през 2007 г.). По този показател градът се класира на 4-то място в света по брой милиардери след Москва (74), Ню Йорк (71) и Лондон (36 милиардери). След него следват Хонг Конг (30 милиардери), Лос Анджелис (24), Мумбай (20), Сан Франциско (19), Далас (15) и Токио (15 милиардери).
В края на последното десетилетие на XX век икономиката на Турция и в частност на Истанбул претърпя няколко големи депресии. Азиатската финансова криза през периода между юли 1997 г. и началото на 1998 г., както и кризата в Русия в периода между август 1998 и средата на 1999 г. оказаха отрицателно влияние във всички области на икономиката, особено на износа. След този неуспех бавно се наблюдава постоянен ръст на икономиката през 1999 година.
Въпреки това Истанбул винаги е бил финансова столица на Турция, дори и след като през 1923 г. за административна столица на страната е обявена Анкара. Откриването на нови пазари в града през 90-те години на XX век допълнително засилва този статут. Откритата в началото на 1986 г. Истанбулска фондова борса (ISE) е единственият пазар на ценни книжа в Турция, създаден за осигуряване на търговия с акции и държавни облигации.
Бизнесцентровете Левент и Маслак са дом на най-големите компании и банки в Турция, между които Citibank, Merrill Lynch, Fortis, ING Bank, Société Générale, Banka di Roma, „УниКредит“, WestLB, Deutsche Bank, Commerzbank и много други. И Левент, и Маслак имат непрекъснато разрастващ и динамично променящ се силует и осеяни с небостъргачи квартали.
В града работи около 20 % от трудоспособното население в Турция и допринася за 38 % от индустриалното производство в страната. В допълнение, градът генерира 55 % от търговията и 45 % от брутния национален продукт на Турция.
Истанбул е най-големият град на Турция и политически нейна бивша столица. Той се превръща в център на икономическия живот в Турция поради стратегическото си местоположение и кръстопът на сухопътни и морски търговски пътища. Градът е и най-големият индустриален център. Той покрива 20 % от индустриалната заетост в Турция. Има приблизително 38 % индустриална площ. Истанбул и околните провинции са в тази област; Произвежда продукти като плодове, зехтин, коприна, памук и тютюн. Освен това хранително-вкусовата промишленост, производството на текстил, петролни продукти, каучук, метални изделия, кожа, химия, медицина, електроника, стъкло, технологични продукти, машини, автомобили, транспортни средства, хартия и хартиени продукти и алкохолни напитки са сред важните промишлени продукти на града. Според изследване на списание Forbes към март 2008 г. градът с 35 милиардери е на четвърто място в света. В класацията на градовете с нарастваща икономика на базата на 2014 г. на Brookings Institution и JP Morgan Истанбул заема 3-то място след Измир сред 300 града. Истанбул е на 52-ро място в списъка през 2013 г. В същия списък, освен Истанбул и Измир от Турция, Бурса е на 4-то място, а Анкара е на 9-о място. Отново, според този доклад, нивото на безработица в Истанбул през 2014 г. е 6,5 %.
Dersaadet Bonds Exchange, която за първи път е пусната в експлоатация в Истанбул през 1866 г., е открита в началото на 1986 г. чрез промяна на съществуващата структура на днешната Истанбулска фондова борса (ISE). Разположена в квартал Галата през XIX и началото на XX век, улица Банкалар се превръща във финансов център на Османската империя. В този регион са разположени Bank-ı Osmanî, централната банка на Османската империя (реорганизирана след 1856 г. и Bank-ı Osmanî-i Şahane от 1863 г.)  и Османската фондова борса. Улица Банкалар остава финансов и икономически център до 1990 г., но в резултат на иновационното движение модерните бизнес центрове стават районите Левент и Маслак. През 1995 г. фондовата борса се премества в сегашната си сграда в квартал Истинийе, район Саръйер.
Днес в Истанбул се генерира 55 % от турското производство и 45 % от търговския обем. Той представлява 21,2 % от брутния национален продукт на страната. Делът му в общия износ е 45,2 %, а във вноса – 52,2 %.

## Образование
Истанбулският университет, основан през 1453 г., е най-старото висше учебно заведение в страната. Първоначално е създадено като ислямско училище, но по-късно се създават факултети по право, медицина и други науки. След установяването на турската република е изцяло секуларизирано. Истанбулският технически университет е основан през 1773 г. като училище на военноморския флот и е третият най-стар университет в света посветен изцяло инженерните науки. Други известни университети в Истанбул са Университетът по изкуствата Мимар Синан и Университетът Мармара, който е третата по големина институция в страната за висше образование. Истанбул Меденийет е името на най-новия университет в града, открит през 2010 г.
Най-утвърдените университети в Истанбул са подкрепени от правителството, но градът има още редица видни частни ВУЗ-ове. Първият модерен частен университет в Истанбул е Робърт колеж, основан с подкрепата на САЩ през 1863 г. През 1971 г. университетът приема новото си име Боазичи (Boğaziçi). Първият частен университет в Истанбул е създаден през 1982 г. Частни университети са Коч и още тридесет други като Търговския университет и университета Кадир Хас.
През 2007 г. в Истанбул са регистрирани 4350 училища (начални, средни и висши). През последните години образователната система в Истанбул се разширява значително. В периода 2000 – 2007 г. класните стаи и учителите са се увеличили двойно, а броят на студентите е нараснал с повече от 60 %. Гимназията Галатасарай е създадена през 1481 г. е най-старата гимназия в Истанбул и второто най-старо учебно заведение в града. Тя е построена по искане на султан Баязид II, който цели да подобри образованието на колкото се може повече младежи, без значение от религията или произхода им, като средство за допълнително укрепване на растящата му империя. Гимназията е едно от най-елитните училища в града като усилено се набляга на изучаването на чужди езици. В града има и чуждестранни висши училища като например Liceo Italiano, които са създадени през XIX век с целта да се образоват чужденци.
Други висши училища в Истанбул се отличават със своите стилове на преподаване или входните изисквания. Военната гимназия Кулели, разположена по протежение на бреговете на Босфора и гимназията Навал, разположена на един от Принцовите острови са висши военни училища, които се допълват от три академии – военна, военновъздушна и военноморска. Друго важно училище в Истанбул е гимназията Darüşşafaka, която осигурява безплатно образование за деца сираци в цялата страна. Гимназията осигурява обучение по английски език и втори чужд език – немски или френски. Други известни висши училища са Мъжката гимназия Кабаташ (Kabataş) (основана през 1908 г.) и Анадолската гимназия Кадъкьой (основана през 1955 г.).
В Истанбул има тридесет и един университета, седем от които са държавни и двадесет и четири са частни. Особено държавните образователни институции са сред най-уважаваните и добре оборудвани университети в страната. През последните години обаче се наблюдава увеличение на броя на частните университети. Два от трите най-стари държавни университета в Турция са в Истанбул. Истанбулският университет е основан през 1453 г. и е най-старият университет в Турция. Истанбулският технически университет (1773 г.), от друга страна, е третият най-стар технически университет в света и е изцяло посветен на инженерните науки. Други известни държавни университети в Истанбул: Босфорски университет, Университет за изящни изкуства Мимар Синан, Технически университет Йълдъз и Университет Мармара. Освен това три от 5-те най-стари частни университета в страната са в този град. Това са университет Коч, основан през 1992 г., университет Сабанджъ и университет Истанбул Билги, основан през 1994 г.
Университети, предоставящи образование в Истанбул (с оригиналните имена на турски):
- Държавни: Boğaziçi Üniversitesi, Galatasaray Üniversitesi, İstanbul Üniversitesi, İstanbul Teknik Üniversitesi, Marmara Üniversitesi, Mimar Sinan Güzel Sanatlar Üniversitesi, Yıldız Teknik Üniversitesi, İstanbul Medeniyet Üniversitesi, Türk-Alman Üniversitesi
- Частни: Acıbadem Üniversitesi, Altınbaş Üniversitesi, Bahçeşehir Üniversitesi, Beykent Üniversitesi, Doğuş Üniversitesi, Işık Üniversitesi, İstanbul Arel Üniversitesi, İstanbul Aydın Üniversitesi, İstanbul Bilgi Üniversitesi, İstanbul Bilim Üniversitesi, İstanbul Kültür Üniversitesi, İstanbul Medipol Üniversitesi, İstanbul Ticaret Üniversitesi, İstinye Üniversitesi, Kadir Has Üniversitesi, Koç Üniversitesi, Maltepe Üniversitesi, Okan Üniversitesi, Özyeğin Üniversitesi, Piri Reis Üniversitesi, Sabancı Üniversitesi, Yeditepe Üniversitesi, Yeni Yüzyıl Üniversitesi, Nişantaşı Üniversitesi, Üsküdar Üniversitesi, Bezmiâlem Vakıf Üniversitesi

Почти всички частни гимназии и университети в Истанбул предоставят основно или средно образование по чужд език като английски, френски и немски. Гимназията Галатасарай е основана през 1481 г. под името Galata Palace Enderun-u Hümayunu. Galatasaray Mekteb-i Sultanisi, по-късно известно като най-старата гимназия в града, е втората най-стара образователна институция. Осигурява обучение на френски език. Основана през 1884 г. Истанбулската гимназия, по-известна като Истанбулската мъжка гимназия, е една от най-старите международно признати гимназии. Осигурява обучение на немски език. Анадолската гимназия Kaдъкьой, известна преди като колеж Kaдъкьой Maариф, е създадена през 1955 г. с решение на Министерския съвет и парламента с цел обучение на високообразовани политици, учени и артисти, които да ръководят младата република. Осигурява обучение на английски език. Anatolian High School Nişantaşı е основана през 1905 г. под името Английска гимназия за момчета, за да осигури добро образование, особено на децата от британската общност. Той е прикрепен към Министерството на народното образование през 1979 г. и приема сегашното си име. Анадолската гимназия Cağaloğlu (известна преди като Истанбулска девическа гимназия) е основана през 1850 г. по искане на Безмиялем Валиде Султан, майката на Абдул Меджид I, и има титлата на първата цивилна гимназия в Османската империя. Първо е наречено Valide Mektebi, а след това Darülmaarif. Служи като İnas İdadisi (Мъжка учителска гимназия) между 1911 и 1933 г. и като Истанбулска девическа гимназия, първата девическа гимназия в Турция, между 1933 и 1983 г. Приема сегашната си форма през 1983 г. Осигурява обучение на немски език.
Мъжката гимназия Kaбаташ, гимназията Хайдарпаша, гимназията Вефа и гимназията Пертевниял, които принадлежат към групата на анадолските гимназии, която е един от видовете гимназии, предоставящи образование в Турция, са сред добре познатите гимназии в Турция и по света. Поради големия брой чуждестранни малцинства в Истанбул през XIX век има увеличение на чуждестранните гимназии. След създаването на Турция много чуждестранни училища попадат под управлението на Министерството на националното образование на Република Турция. Но някои гимназии все още са под чужда администрация. Частната италианска гимназия се администрира от италианското правителство и е призната за италианско държавно училище. В допълнение, финансирането и нуждите от учители се осигуряват от столицата Рим. Роберт колеж, основан през 1863 г., и много други училища могат да бъдат причислени към тях.
В Истанбул има две много утвърдени военни гимназии. Една от тях е военната гимназия Кулели, разположена в Ченгелкьой. Втората е Военноморската гимназия и продължава образованието си в Хейбелиада. Освен това в Истанбул се намират Военновъздушната академия и Военноморската академия. Военноморската гимназия, разположена в Хейбелиада, е и първият инженерен факултет в Турция, Mühendislikhane-i Bahr-i Hümâyun, и е първото висше учебно заведение, открито в областта на инженерството в Османската империя през 1773 г.
Истанбул има множество библиотеки, много от които съдържат големи колекции от римския, византийския и османския период. Най-важните библиотеки по отношение на колекции от исторически документи са библиотеката на двореца Топкапъ, библиотеката на археологическите музеи в Истанбул, държавната библиотека Беязит, библиотеката Сюлейманийе, библиотеката на Истанбулския университет и библиотеката Ататюрк, която работи под контрола на Столична община Истанбул.
След земетресенията в Газиантеп – Кахраманмараш, които се случват на 6 февруари 2023 г., е обявено, че 93 училища няма да бъдат посещавани през втората учебна година 2022 – 2023 г., в изпитите, извършени от управата на Истанбул. Обявено е, че 76 от тези училища ще бъдат разрушени и възстановени, докато 17 ще бъдат укрепени.

## Транспорт
Мрежата от магистрали на Истанбул включва O-1, O-2, O-3, O-4 и O-7. Общата дължина на мрежата от платени магистрали на провинция Истанбул е 543 km (2021 г.), а държавната магистрална мрежа е 353 km (2021 г.), общо 896 km скоростни пътища (минимум 2x2 ленти), с изключение на второстепенни пътища и градски улици. Гъстотата на скоростната пътна мрежа е 16,8 km/100 km2. O-1 образува вътрешния околовръстен път на града, пресичащ Босфорския мост, а O-2 е външният околовръстен път на града, пресичащ моста Фатих Султан Мехмет. O-2 продължава на запад към Одрин, а O-4 продължава на изток към Анкара. O-2, O-3 и O-4 са част от европейския маршрут E80 (Трансевропейската магистрала) между Португалия и границата между Иран и Турция. През 2011 г. по първият и вторият мост на Босфора са преминавали 400 000 превозни средства всеки ден. O-7 или Kuzey Marmara Otoyolu е магистрала, която заобикаля Истанбул на север. Магистрала O-7 от Kinali Gişeleri до Istanbul Park Service е с дължина 139,2 km, с 8 ленти (4 × 4), а от Odayeri-K10 до летище Aтатюрк в Истанбул има 30,4 km. Завършеният участък от магистралата пресича пролива Босфор през моста Явуз Султан Селим, пуснат в експлоатация на 26 август 2016 г. Магистрала O-7 свързва летище Ататюрк в Истанбул с новото летище Истанбул. Групи еколози изказват притеснения, че третият мост ще застраши останалите зелени площи на север от Истанбул. Освен трите моста на Босфора, двуетажният, 14,6-километров тунел Евразия (който влиза в експлоатация на 20 декември 2016 г.) под пролива Босфора също осигурява пътни пресичания за моторни превозни средства между азиатската и европейската част на Турция.
Местната система за обществен транспорт на Истанбул е мрежа от градски влакове, трамваи, фуникуляри, линии на метрото, автобуси, бързи автобуси и фериботи. Тарифите за различните видове транспорт са интегрирани, като се използва безконтактната Istanbulkart, въведена през 2009 г., или по-старото устройство за електронни билети Akbil. Трамваите в Истанбул датират от 1872 г., когато са теглени от коне, но дори първите електрифицирани трамваи са спрени от експлоатация през 1960 г. Управлявани от General Electricity, Tramway and Tunnels General Management (İETT), трамваите бавно се завръщат в града през 90-те години с въвеждането на носталгичен маршрут и по-бърза модерна трамвайна линия, която сега превозва 265 000 пътници всеки ден. Tюнел отваря врати през 1875 г. като втората най-стара подземна железопътна линия в света (след лондонската Metropolitan Railway). Той все още превозва пътници между Kаракьой и булевард Истиклял по стръмна 573-метрова писта; по-модерен фуникуляр между площад Таксим и Кабаташ започва да работи през 2006 г.
Истанбулското метро се състои от осем линии (M1, M2, M3, M6, M7 и M9 от европейската страна и M4 и M5 от азиатската страна) с няколко други линии (M8, M12 и M11) и разширения в процес на изграждане. Двете страни на метрото в Истанбул са свързани под Босфора чрез тунела Мармарай, открит през 2013 г. като първата железопътна връзка между Тракия и Анадола, с дължина 13,5 km. Тунелът Мармарай, заедно с крайградските железопътни линии по Мраморно море, е част от междуконтиненталната железопътна линия в Истанбул, от Халкалъ от европейската страна до Гебзе от азиатската страна. Железопътната линия Mармарай е дълга 76,6 km, а пълната линия е открита на 12 март 2019 г. Дотогава автобусите осигуряват транспорт в и между двете половини на града, като поемат 2,2 милиона пътнически пътувания всеки ден. Метробусът, форма на автобусен бърз транзит, пресича Босфорския мост със специални ленти, водещи до неговите крайни гари.
İDO (Istanbul Seabuses) управлява комбинация от фериботи за всички пътници и фериботи за автомобили и пътници до пристанища от двете страни на Босфора, чак на север до Черно море. С допълнителни дестинации около Мраморно море, İDO управлява най-голямата общинска фериботна операция в света. Главният терминал на града за круизни кораби е пристанището Каракьой, с капацитет от 10 000 пътници на час. Повечето посетители влизат в Истанбул по въздух, но около половин милион чуждестранни туристи влизат в града по море всяка година.
Международната железопътна услуга от Истанбул стартира през 1889 г. с линия между Букурещ и истанбулския терминал Сиркеджи, който в крайна сметка стана известен като източната крайна спирка на Ориент Експрес от Париж. Редовните услуги до Букурещ и Солун продължават до началото на 2010 г., когато първото е прекъснато заради строителството на Мармарай, но започва отново през 2019 г., а второто е спряно поради икономически проблеми в Гърция. След като гара Хайдарпаша в Истанбул е открита през 1908 г., тя служи като западна крайна спирка на Багдадската железница и продължение на железопътната линия Хеджаз; днес нито една услуга не се предлага директно от Истанбул. Услугата до Анкара и други точки в Турция обикновено се предлага от Турските държавни железници, но строителството на Мармарай и високоскоростната линия Анкара – Истанбул правят така, че гарата да бъде затворена през 2012 г. Нови гари, които да заменят терминалите Хайдарпаша и Сиркеджи и да свържат разединените железопътни мрежи на града, сега втората фаза на Мармарай е отворена за обществеността. Частните автобусни компании работят и до днес. Главната автогара на Истанбул е най-голямата в Европа, с дневен капацитет от 15 000 автобуса и 600 000 пътници, обслужващи далечни дестинации като Франкфурт.
В началото на 2012 г. главното управление на държавните летища на Турция (DHMI) обявява плановете за строителство в Истанбул на трето летище с пропускателна способност до 100 милиона пътници годишно. Очаква се първата му фаза да бъде завършена през октомври 2018 г.
Истанбул имаше три големи международни летища, две от които в момента обслужват търговски пътнически полети. Най-голямото е новото Летище Истанбул, открито през 2018 г. в район Арнавуткьой северозападно от центъра на града, от европейската страна, близо до брега на Черно море.
Всички редовни търговски пътнически полети са прехвърлени от летище Ататюрк към летище Истанбул на 6 април 2019 г. след затварянето на летище Ататюрк за редовни пътнически полети. Летищният код на IATA IST също е прехвърлен на новото летище. След като всички фази бъдат завършени през 2025 г., новото летище ще има шест комплекта писти (общо осем), 16 пътеки за рулиране и ще може да поеме 200 милиона пътници годишно. Трансферът от летището до града е през O-7 и в крайна сметка ще бъде свързан с две линии на истанбулското метро.
Международно летище Сабиха Гьокчен, на 45 километра югоизточно от центъра на града, от азиатската страна, е открито през 2001 г., за да облекчи летище Ататюрк. Доминирано от нискотарифни превозвачи, второто летище на Истанбул бързо става популярно, особено след откриването на нов международен терминал през 2009 г.; летището обслужва 14,7 милиона пътници през 2012 г., година след като Международният съвет на летищата го обявява за най-бързо нарастващо летище в света. Летище Ататюрк също има бърз растеж, тъй като ръстът от 20,6 % на пътническия трафик между 2011 г. и 2012 г. е най-високият сред 30-те най-големи летища в света.
Летище Ататюрк в Истанбул, разположено на 24 километра западно от центъра на града, от европейската страна, близо до брега на Мраморно море, преди е било най-голямото летище в града. След затварянето му за търговски полети през 2019 г. той е използвано за кратко от товарни самолети и официалните държавни самолети, собственост на турското правителство, докато разрушаването на пистата му започва през 2020 г. То обслужва 61,3 милиона пътници през 2015 г., което го прави третото най-натоварено летище в Европа и 18-ото по натовареност в света през тази година.

## Медии
Повечето държавни радио и телевизионни станции са базирани в Анкара, но Истанбул е основният център на турските медии. Индустрията има своите корени в бившата османска столица, където през 1831 г. излиза първият турски вестник Takvim-i Vekayi (Календар на делата). Улицата Джаалоулу, на която се печата вестникът, улица Bâb-ı Âli, бързо се превръща в центърът на турските печатни медии, заедно с Бейоулу отвъд Златния рог.
Сега Истанбул има голямо разнообразие от периодични издания. Повечето национални вестници са базирани в Истанбул, с едновременни издания в Анкара и Измир. Хюриет, Сабах, Поста и Сьозджю, четирите водещи вестници в страната, всички са със седалище в Истанбул, като всеки може да се похвали с повече от 275 000 седмични продажби. Английското издание на Хюриет, Хюриет Дейли Нюз, се печата от 1961 г., но англоезичният Дейли Сабах, публикуван за първи път от Сабах през 2014 г., го изпреварва по тираж. Няколко по-малки вестника, включително доста популярни като Джумхуриет, Милиет и Хабертюрк също са базирани в Истанбул. Истанбул също има дългогодишни вестници на арменски език, по-специално всекидневниците Мармара и Джаманак и двуезичния седмичник Агос на арменски и турски.
Радиоразпръскването в Истанбул датира от 1927 г., когато първото радиопредаване на Турция е излъчено от върха на централната поща в Еминьоню. Контролът върху това предаване и други радиостанции, създадени през следващите десетилетия, в крайна сметка попадат под контрола на държавната турска радио и телевизионна корпорация (TRT), която държи монопола върху радио и телевизионните предавания между основаването си през 1964 и 1990 г. Днес TRT управлява четири национални радиостанции; тези станции имат предаватели в цялата страна, така че всяка може да достигне до над 90 процента от населението на страната, но само Радио 2 е базирано в Истанбул. Предлагайки набор от съдържание от образователни програми до отразяване на спортни събития, Радио 2 е най-популярната радиостанция в Турция. Ефирът на Истанбул е най-натовареният в Турция, основно включващ турско или англоезично съдържание. Едно от изключенията, предлагащо и двете, е Ачък радио (94,9 FM). Сред първите частни станции в Турция и първата с чуждестранна популярна музика е истанбулската Metro FM (97,2 FM). Държавното Радио 3, макар и базирано в Анкара, също включва популярна музика на английски език, а новинарските програми на английски език се предоставят по НТВ Радио (102,8 FM).
TRT-Children е единствената телевизионна станция на TRT, базирана в Истанбул. Истанбул е дом на централата на няколко турски станции и регионални централи на международни медии. Базираната в Истанбул Star TV е първата частна телевизионна мрежа, създадена след края на монопола на TRT; Star TV и Show TV (също базирана в Истанбул) остават много популярни в цялата страна, излъчвайки турски и американски сериали. Kanal D и ATV са други телевизионни канали в Истанбул, които предлагат смесица от новини и сериали; NTV (партньор с американската медия MSNBC) и Sky Turk – и двете базирани в града – са известни главно с новините си на турски език. BBC има регионален офис в Истанбул, който подпомага нейните новинарски емисии на турски език, а американският новинарски канал CNN създава турскоезичния CNN Türk там през 1999 г.
Първият турски вестник Takvim-i Vekayi е публикуван в квартал Bâb-ı Âli на 1 август 1831 г. По този начин Високата порта се превръща в най-важния център на медиите. Въпреки че Истанбул е медийната столица на Турция, има голяма конкуренция между различни местни и чуждестранни медийни организации. Седалищата на важните национални медии и телевизионни организации на Турция са предимно в Истанбул. Освен това има издателски центрове в Анкара и Измир. Големи вестникарски организации, базирани в Истанбул: Поста, Хюриет, Mилиет, Сабах, Джумхурийет, Tюркийе, Aкшам, Стар, БирГюн, Гюнеш, Ватан, Taквим, Йени Асър, Йени Шафак и първият английски вестник в Турция, Hürriyet Daily News, са основните. В Истанбул има и много местни и национални телевизионни и радиостанции. Habertürk TV, teve2, Haber Global, CNN Türk, National Channel, TV100, FOX, TRT (Една от основните му сгради е в Анкара), NTV, Kanal D, ATV, Show TV, Star TV, 360, TGRT Haber, a Haber , 24, Kanal 7, Flash Haber TV, Halk TV, Tele1, KRT TV, Sözcü TV и много други телевизионни организации са сред тях. В града има и над сто FM радиостанции.

## Култура
Истанбул е град с вековна история и затова и местата, които могат да се посетят са много. Ето някои от тях:
- Топкапъ сарай (Topkapı Sarayı) – по време на Османската империя дворецът е бил резиденция на турските султани
- Света София (Hagia Sophia, Aya Sofya) – църква, превърната в джамия след унищожаването на Византия от османските турци, музей (от 1935 до 2020), от 2020 година отново е действаща джамия.
- Българската желязна църква „Свети Стефан“
- Капалъчаршъ (Kapalı Çarşı) – известният покрит пазар
- Султан Ахмед джамия (Sultan Ahmet) – известната „Синя джамия“
- Сюлейман джамия
- Улица Истиклял (İstiklâl Caddesi) – известен булевард
- Златният рог (Haliç) – залив на Босфора
- Кулата Галата (Galata Kulesi) – генуезка кула в квартал Галата
- Долмабахче сарай (Dolmabahçe Sarayı) – резиденцията на Ататюрк, сега музей
- площад Таксим (Taksim Meydanı) – известен площад
- Йеребатан сарнъджъ (Yerebatan Sarnıcı) – подземен воден резервоар построен през VI век, днес музей (там се съхранява прочутата каменна глава на горгоната Медуза)
- Теодосиева колона
- Момина кула (Kız Kulesi) – кула, врязана в морето.
- Кафенето на Пиер Лоти
- Ески Имарет джамия

## Спорт
Традиционно Истанбул се смята за дом на най-старите и успешни клубове в Турция. Най-старият спортен клуб е създаденият през 1903 г. и регистриран 1910 г. „Бешикташ“. Той е първият регистриран спортен клуб в Турция. Развива секции по футбол, баскетбол, волейбол, хандбал, лека атлетика, бокс, борба, шах, гимнастика, гребане, тенис на маса и параолимпийски спортове. Футболният отбор е един от водещите в страната. По-изявени в европейските турнири са отборите на „Фенербахче“ и „Галатасарай“, които държат всички рекорди по спечелени титли и купи на страната. „Галатасарай“ е единственият клуб от Турция носител на трофей от европейските клубни турнири след като през 2000 г. печели Купата на УЕФА с победа на финала над Арсенал с 4:1 след изпълнение на дузпи, а по-късно завоюва и Суперкупата на Европа след победа над тогавашния носител на трофея от Шампионската лига отбор на Реал Мадрид като го побеждава с 2:1 след продължения. От своя страна „Фенербахче“ се слави като най-богатия турски отбор. Завоюва 18 пъти супер купата на страната. Голям фен на отбора бил и самият Мустафа Кемал Ататюрк.
Домакинските си мачове „Фенербахче“ играе на стадион Шюкрю Сарачоглу с капацитет близо 56 000 места. Седалището му е в азиатската част, докато Бешикташ и Галатасарай се намират в европейската част на града. Вечното дерби на Босфора традиционно се води между тези два отбора. Много от съвременните спортни съоръжения са изградени или обновени след 2000 г. в опитите си Турция да бъде домакин на летните олимпийски игри. Такъв например е Олимпийският стадион Ататюрк (най-големият и модерен стадион в Турция), завършен през 2002 г. На него се играе финалът на Шампионска лига през 2005 г. Такива са и стадионите „Шюкрю Сарачоглу“ и „Тюрк Телеком Арена“. Всички те са категория елит-4.
Тук се намира и пистата за Формула 1 „Истанбул парк“, построена през 2003 г. Пистата е с дължина от 5,378 km и се състои от 13 завоя. Както повечето трасета в календара на Формула 1, и тя е проектирана от германския архитект Херман Тилке. Една от любопитните подробности на Истанбул парк е, че трасето е изпълнено с множество изкачвания и спускания. Това е нехарактерна черта за пистите от Формула 1 – повечето от тях са с равна и равномерна настилка.

## Други
На Истанбул е наречен булевард „Цариградско шосе“ в София (Карта).

## Фотогалерия
- църквата Света София в Истанбул, от 2020 г. отново е джамия
- Султан Ахмед джамия
- Сюлейман джамия
- Фатих джамия
- Чамлъджа джамия, завършена през 2019 г., това е най-голямата джамия в Истанбул и цяла Турция, побира 63 000 вярващи
- Таксим джамия, завършена през 2021 г.
- Топкапъ сарай
- Новият султански дворец на Босфора (Долмабахче)
- Изглед към Босфора, вляво е Ортакьойската джамия
- Летният дворец „Кючуксу“
- Германското посолство по време на Османската империя